# Pelvorm Herred
Pelvorm Herred (tysk Pellwormharde) var et herred på den tidligere ø Strand i Nordfrisland i Sydslesvig. Geografisk er herredet stort set identisk med den nuværende marskø Pelvorm samt halligerne Hoge, Nørreog og Sønderog.
Af tidligere byer og øer i Pelvormherred kan nævnes Nørre- og Søndervisk, Heverdam, Gormesbøl, Flerdesbøl, Balum, Walthusum, en del af Buphever, Nordhever, Nørre- og Sønderbøl og halligerne Nørre- og Sønderog. De fleste byer blev oversvømmet ved stormfloderne i 1362 eller 1634.
Herrederne på Strand blev også kaldt Femherrederne eller Strandherrederne og tilhørte de frisiske Udlande.
Pelvorm Herred nævnes i Kong Valdemars Jordebog fra 1231 som Pylværmhæreth sat til 80 mark rent sølv.